# Bronze Star Medal
La Bronze Star Medal è un'onorificenza militare delle forze armate statunitensi, traducibile in lingua italiana come «medaglia della stella di bronzo». È conferita per «atti di eroismo, di merito o di servizio meritevole in zona di combattimento». Nel primo caso, sul nastrino della medaglia è apposta una piccola "V" di bronzo, che sta per «valore», detta "V" device.
Talvolta, ci si riferisce alla medaglia semplicemente come Bronze Star. È la quarta più elevata ricompensa per il valore in combattimento e la nona fra tutte le onorificenze militari americane. Soldati stranieri e ufficiali delle agenzie federali che fanno parte degli uniformed services of the United States (come la National Oceanic and Atmospheric Administration o il United States Public Health Service Commissioned Corps) possono ricevere ugualmente la medaglia, posto che stessero operando assieme ad una forza armata americana.

## Storia
La Bronze Star fu concepita dal pluridecorato colonnello Russell "Red" Reeder nel 1943, come medaglia da conferire ai meritevoli direttamente dal proprio capitano comandante di compagnia; secondo lo stimato ufficiale, avrebbe potuto aumentare il morale delle truppe di fanteria e artiglieria. Come nome, Reeder propose «Ground Medal», cioè «medaglia di terra», in parallelo alla Air Medal, «medaglia dell'aria», che all'epoca veniva conferita ai militari delle United States Army Air Forces, l'aviazione militare statunitense della seconda guerra mondiale.
L'idea scalò la burocrazia militare fino ad arrivare sulla scrivania del generale George Marshall, capo di stato maggiore dell'Esercito, che a sua volta la propose al presidente Franklin Delano Roosevelt, con una nota datata 3 febbraio 1944.
La Air Medal, in effetti, era stata approvata due anni prima per alzare il morale degli avieri americani, ma mancava un corrispettivo per tutti gli altri militari. Il 4 febbraio 1944, il presidente Roosevelt autorizzò la nuova medaglia con l'ordine esecutivo 9419, retroattivo fino al giorno dell'attacco di Pearl Harbor, il 7 dicembre 1941. Il 10 febbraio, l'autorizzazione fu riportata nel bollettino n. 4 del dipartimento della Guerra.
Il 24 agosto 1962 il presidente John Fitzgerald Kennedy emendò la normativa di Roosevelt con l'ordine esecutivo 11046, concedendo il conferimento della medaglia anche a chi si fosse trovato in combattimento assieme ad una «forza amica». In pratica, ciò permetteva di decorare quei militari americani impegnati in operazioni belliche non ufficialmente riconosciute come guerra dal Congresso. Per esempio, all'epoca gli Stati Uniti non erano ancora una forza belligerante in Vietnam e i soldati statunitensi avevano solo lo status di «consiglieri», cosa che impediva la possibilità di premiarli con la Bronze Star in caso di atti meritevoli.
Siccome i criteri di concessione della Bronze Star permettono che sia assegnata a «qualsiasi persona [...] che stia servendo in qualsiasi capacità all'interno o a fianco» delle forze armate statunitensi, è stata spesso conferita anche a militari stranieri: alleati della seconda guerra mondiale, soldati delle Nazioni Unite durante la guerra di Corea, sudvietnamiti e altri cobelligeranti durante la guerra del Vietnam e membri delle coalizioni che hanno preso parte alle guerre del Golfo, in Afghanistan e in Iraq. Un numero di Bronze Star con il "V" device è stato conferito anche a veterani della battaglia di Mogadiscio, nell'ottobre 1993.

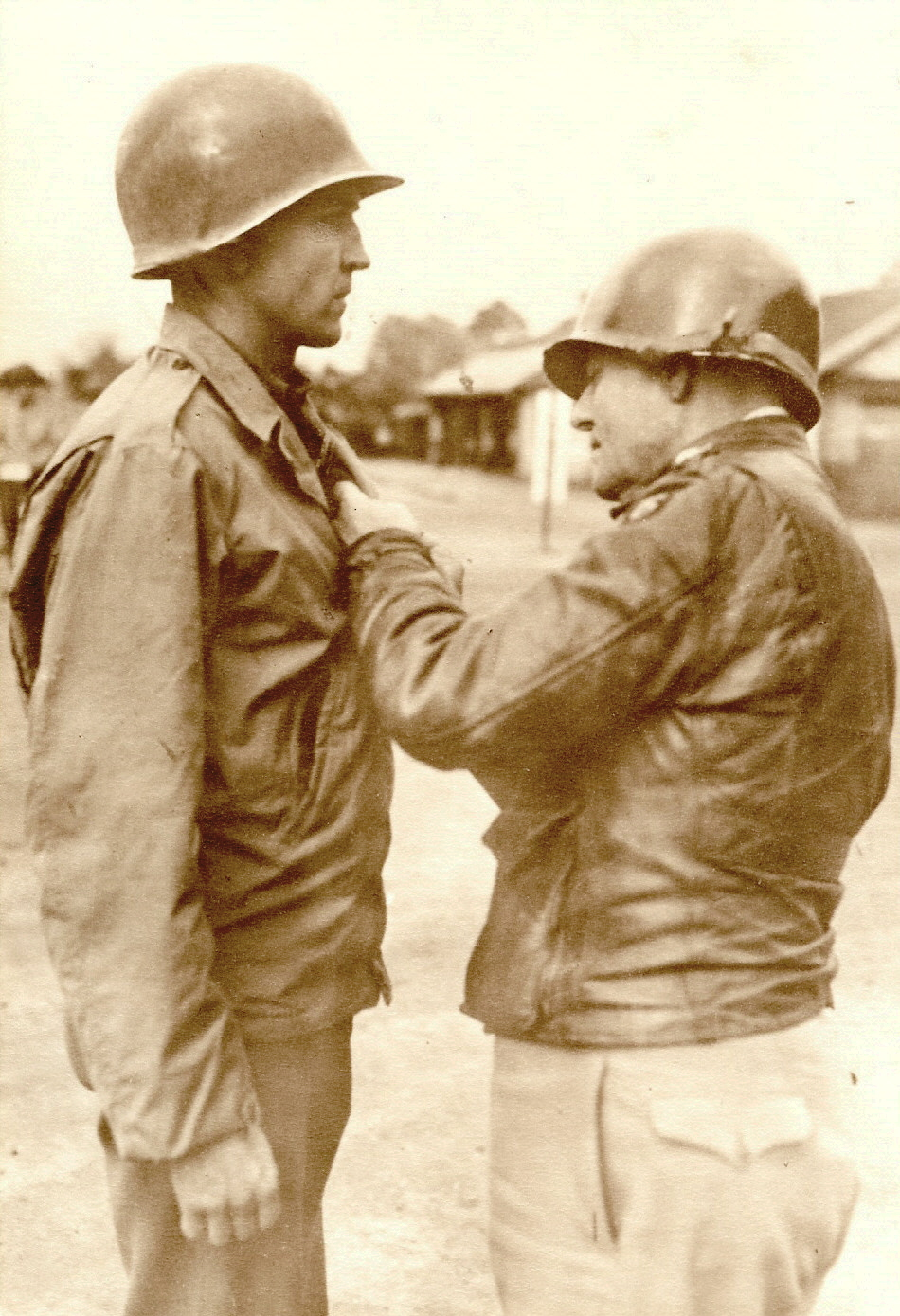
Il generale Truscott consegna la Bronze Star al capitano Richard Wolfer. Campagna di Francia, 1944.

### Concessioni retroattive
Nel 1947, fu retroattivamente conferita la Bronze Star anche a coloro che, durante la seconda guerra mondiale, fossero stati decorati con il Combat Infantryman Badge (CIB), «distintivo di combattimento di fanteria», o il Combat Medical Badge (CMB), «distintivo medico di combattimento». Le due onorificenze erano — e, al 2014, sono tuttora — consegnate rispettivamente a fanti e personale del Army Medical Department che abbiano preso parte ad un combattimento ravvicinato. Alla base di questa decisione, ci fu la constatazione che i criteri di concessione dei due distintivi soddisfacevano appieno gli stessi della medaglia: quindi, chi aveva ricevuto un CIB o un CMB aveva sicuramente sopportato il disagio che aveva spinto il generale Marshall ad autorizzare la Bronze Star. Entrambi i distintivi richiedono, per la concessione, l'approvazione dell'ufficiale comandante e una citazione nel foglio d'ordini dell'unità.
In più, la Bronze Star fu anche estesa a tutti i militari statunitensi presenti nelle Filippine fra il dicembre 1941 e il maggio 1942 e all'intera 101ª divisione aerotrasportata.

### Controversie
Nel marzo 2012, l'Air Force statunitense è stata criticata per le concessioni — non correlate fra loro — della Bronze Star a due technical sergeant per il loro servizio, nella missione in Afghanistan, come analiste finanziarie. La controversia deriva dal fatto che, in base alle motivazioni della decorazione, molti commentatori online hanno notato come le due non abbiano compiuto alcun atto di particolare merito, limitandosi né più né meno al loro compito istituzionale di gestire i fondi dell'unità militare a cui erano assegnate. L'Aeronautica ha controbattuto difendendo le due sottufficiali da quello che ha definito «cyberbullismo».
Tuttavia, questa è stata solamente la pietra dello scandalo, in seguito alla quale è riemerso un dibattito più ampio e articolato sulla cosiddetta «medal inflation» nell'Aeronautica e nell'Esercito statunitensi, esemplificata — a detta dei detrattori — dal numero di Bronze Star concesse in Afghanistan dalle due forze armate: 45 701 dall'US Army (di cui 1 602, o il 2,6%, al valore) e 13 354 dall'USAF (di cui 839, o il 6,3%, al valore); a queste ultime si possono sommare le 108.775 conferite, solo dall'Air Force, per la guerra in Iraq, di cui il 2,2% (2 489 medaglie) al valore. I critici sottolineano la sproporzione fra i conferimenti «al valore» (che, come è stato detto, sono segnalati dal "V" device) e quelli al semplice «servizio meritevole», spesso confinato all'interno delle basi militari o addirittura in madrepatria, di cappellani, furieri, personale sanitario, impiegati d'ufficio e in generale soldati delle branche tradizionalmente incaricate del supporto nelle retrovie. L'accusa è quella di svalutare, con la larghezza di manica nella concessione di Bronze Star, l'eroismo dei decorati passati e presenti, trattando l'onorificenza come un mero regalo alla carriera e un'aggiunta al curriculum di ufficiali e sottufficiali anziani.

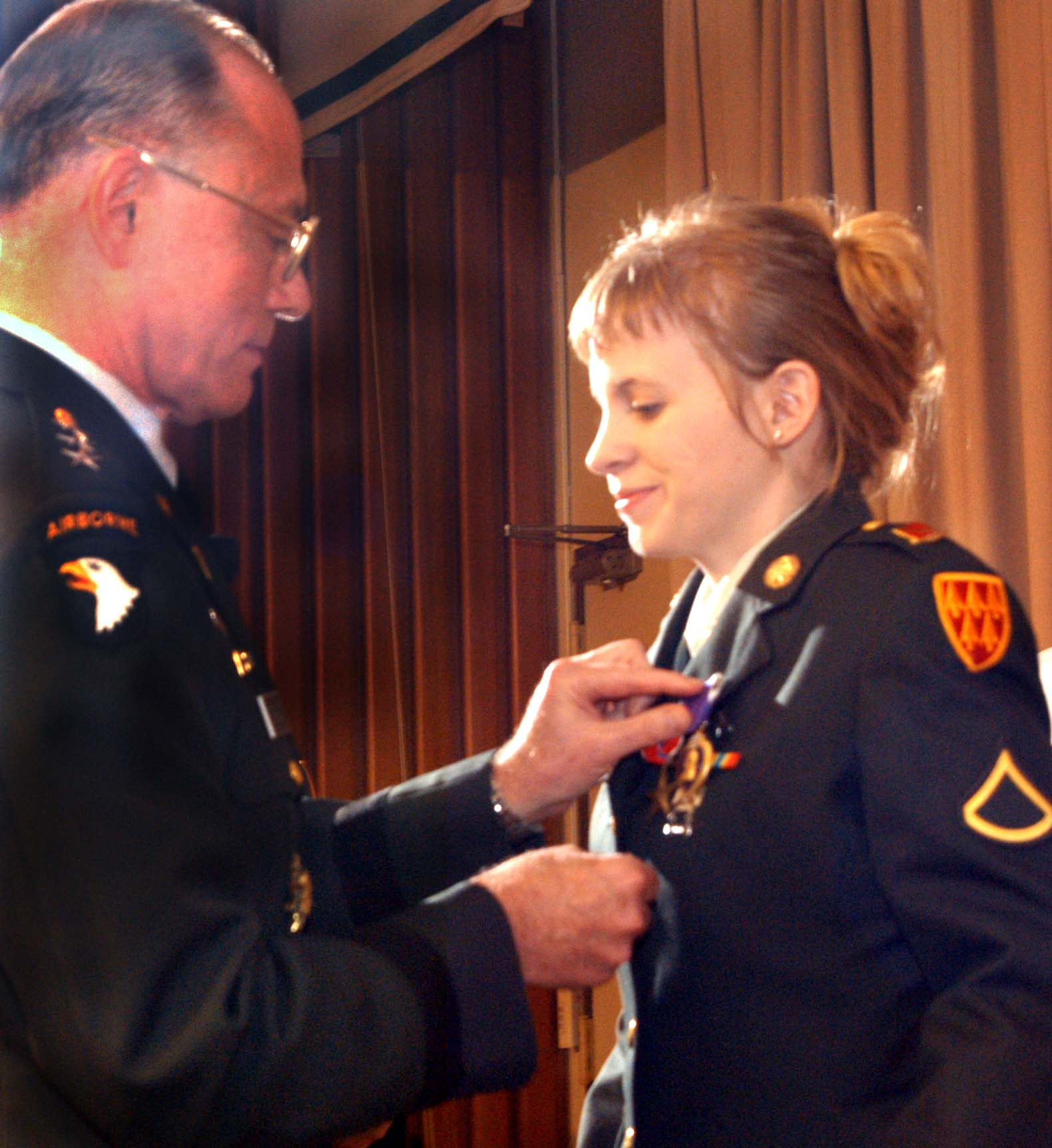
La private first class Jessica Lynch riceve la Bronze Star, assieme al Purple Heart e alla medaglia da prigioniero di guerra.

La Bronze Star era stata di nuovo al centro di controversie nel 2003, in occasione della guerra in Iraq, quando era stata conferita alla private first class Jessica Lynch, un'addetta ai rifornimenti della 507ª compagnia di manutenzione, che il 23 marzo 2003 fu fatta prigioniera dalle forze irachene quando il suo convoglio si smarrì per le strade di Nasiriyya, cadde in un'imboscata e il veicolo Humvee in cui si trovava finì fuori strada, ribaltandosi. La Lynch batté il capo e svenne quasi subito senza prendere parte allo scontro che infuriava attorno a lei. Catturata, fu immediatamente ricoverata in ospedale dai suoi carcerieri per l'entità delle sue ferite, abbastanza gravi. Immediatamente, il Pentagono diffuse la notizia che la giovane soldatessa aveva combattuto eroicamente contro gli iracheni, riportando ferite d'arma da fuoco e coltellate, notizia poi rivelatasi infondata perché la Lynch mostrava solo fratture e altre ferite compatibili con un incidente automobilistico. In breve tempo, grazie alle delazioni dei sanitari iracheni che la avevano in cura, le forze speciali americane irruppero rocambolescamente nella struttura, nel frattempo abbandonata dal nemico, e salvarono la Lynch in quella che è stata definita dalla BBC un'operazione «hollywoodiana», propagandistica, debitamente registrata con una videocamera notturna, con esplosioni e raffiche a salve per «fare scena» e dare l'impressione di una vera sparatoria.
Originariamente, il dipartimento della Difesa era intenzionato a decorare la Lynch con la prestigiosa Silver Star, ma, con l'emergere della versione contrastante, sostenuta dalla stessa protagonista della vicenda, si preferì limitarsi alla Bronze Star. Ciò non evitò una dura polemica sui criteri di concessione di questa medaglia e sulla propaganda governativa sulla guerra.
Anche durante le operazioni in Kosovo del 1999, l'United States Air Force era stata criticata per la generosità con cui distribuiva Bronze Star: ne erano state conferite 185, di cui ben 160 ad ufficiali, e solo 1 decorato su 10 era stato in zona di combattimento; erano stati decorati perfino cinque ufficiali che non avevano mai lasciato la base aerea di Whiteman, Missouri. Per paragone, la Marina ne aveva conferite 69 e l'Esercito, con cinquemila soldati in area d'operazioni, nessuna. Dopo un'indagine del Pentagono e il consenso da parte del Congresso, fu presa la decisione di interrompere la concessione di Bronze Star a chi non era stato in zona di guerra.

## Aspetto
La Bronze Star Medal fu disegnata da Rudolf Freund (1878-1960), della gioielleria Bailey, Banks & Biddle, anche autore della Silver Star.
Si presenta come una stella di bronzo del diametro di 38 mm. Allineata al centro c'è una stelletta di bronzo di 4,8 mm di diametro, con l'iscrizione sul rovescio: «HEROIC OR MERITORIOUS ACHIEVEMENT» e uno spazio vuoto per l'incisione del nome del ricompensato. Il nastrino della medaglia è lungo 35 mm ed è così ripartito in bande simmetriche: banda centrale blu oltremare, 3,2 mm; rosso scarlatto, 14 mm; bianco, 0,79 mm; bianco, 0,79 mm.
In caso di ripetuti conferimenti della Bronze Star, si appongono sul nastrino delle foglie di quercia (oak leaf clusters) per gli appartenenti ad Esercito e Aeronautica e stellette di 8 mm per quelli della Marina, del Corpo dei Marine e Guardia Costiera.

## Italiani decorati
Durante la seconda guerra mondiale l'U.S. Army assegnò 53 Bronze Star Medal a cittadini italiani, tra i quali (in ordine alfabetico):
- Emanuele Anedda, sergente, 35° Artiglieria Friuli.[15]
- Mario Argenton, ufficiale dell'Esercito Italiano, vice capo di S.M. del Comando Generale del Corpo Volontari della Libertà.
- Giorgio Barbarisi (alla memoria), sottotenente della Guardia di Finanza, per la sua partecipazione alle vicende della liberazione di Roma.
- Ilio Barontini, fondatore del Partito Comunista d'Italia, partigiano nella resistenza di Francia, Spagna e in Emilia-Romagna, Senatore del PCI.
- Nello Boscagli, nome di battaglia Alberto, Comandante Gruppo Divisioni Garibaldine d'Assalto Ateo Garemi.
- Umberto Bisi, partigiano[16].
- Paride Brunetti, ex-ufficiale dell'Esercito Italiano, comandante partigiano Bruno della brigata Brigata Garibaldi "Antonio Gramsci", attiva sulle montagne di Feltre e Belluno.[17]
- Valerio Caroti, nome di battaglia Giulio, Comandante Divisione Martiri della Valleogra delle Garemi.
- Fausto Cossu, carabiniere e partigiano, comandante della 1ª Divisione Piacenza delle Brigate Giustizia e Libertà e della Repubblica di Bobbio, attivo nel piacentino.
- Raffaele Cadorna Jr, generale, Comandante del Corpo Volontari della Libertà.
- Alessandro Cicogna Mozzoni, generale, comandante del 1º raggruppamento motorizzato e ufficiale di collegamento con la V armata americana.
- Manrico Ducceschi, nome di battaglia "Pippo", comandante l'XI Zona Patrioti durante la guerra di liberazione.
- Luchino Dal Verme, nome di battaglia Maino, ex ufficiale dell'Esercito Italiano, comandante partigiano in Oltrepò della "Casotti" e poi della divisione "Gramsci".
- Aurelio Ferrando, nome di battaglia Scrivia, comandante la Divisione Garibaldina "Pinan-Cichero" attiva tra Piemonte e Liguria.
- Eraldo Fico, nome di battaglia "Virgola" comandante la Divisione Garibaldina "Coduri" attiva in Liguria sulle montagne del Tigullio (Riviera di Levante).
- Giovanni Farri, detto "Gianni", capo di stato maggiore della XXVI Brigata Garibaldi. Reggio Emilia.
- Generale Mario Fontana, partigiano, comandante della IV Zona operativa.
- Capitano Corrado Galli, comandante del 5° Salmerie Someggiate "Monte Cassino".[18]
- Ferruccio Parri, uomo politico italiano e, con lo pseudonimo di "Maurizio" fu uno dei principali capi partigiani del CLNAI durante la guerra di liberazione. Fu il primo Presidente del Consiglio italiano, capo di un Governo di unità nazionale istituito alla fine della seconda guerra mondiale.
- Enrico Martini, nome di battaglia "Mauri", Maggiore del Corpo degli alpini, fondatore e comandante del 1º Gruppo Divisioni Alpine.
- Pio Montermini, "Luigi", comandante XXVI Brigata Garibaldi.
- Cino Moscatelli, ovvero Vincenzo Moscatelli, comandante partigiano in Valsesia.
- Enrico Mattei, imprenditore, Cavaliere del Lavoro, partigiano, Deputato della Democrazia Cristiana, ed un uomo d'affari italiano.
- Edgardo Sogno, diplomatico, partigiano e politico.[19]
- Angelo Scala, "Battista", comandante del Brigata Volante Balilla.[20]
- Luigi Rossi, capitano dell'Arma del Genio dell'Esercito Italiano, ufficiale di collegamento con la V armata americana.
- Vieri Achille Pannocchieschi d'Elci, capitano del reparto salmerie da combattimento, Genova Cavalleria.